# 카프릴리아이르피나
카프릴리아이르피나(이탈리아어: Capriglia Irpina)는 이탈리아 캄파니아주 아벨리노도의 코무네다.